# Gaston Japy
Pour les autres membres de la famille, voir Famille Japy.
Gaston Japy est un industriel et homme politique français né le 4 décembre 1854 à Dampierre-les-Bois (Doubs) et mort le 3 septembre 1936 à Beaucourt (Territoire de Belfort).

## Biographie
Né le 4 décembre 1854 à Dampierre-les-Bois, Gaston Japy est issu de la dynastie de la famille Japy qui, depuis près de deux siècles, a fait de la région montbéliarde et belfortaise un des centres industriels les plus actifs de France. Sorti de l’École polytechnique, il se consacre, pendant une soixantaine d'années, au service de l'usine familiale. Celle-ci, sous sa direction, connait un énorme développement et, grâce en particulier à l'introduction des techniques américaines qu'il est allé étudier sur place, se situe bientôt à l'avant-garde du progrès, non seulement en France mais aussi en Europe.
Vice-président de l'Union du commerce et de l'industrie pour la défense sociale à partir de janvier 1902, il appuie son ancien ouvrier Pierre Biétry, après avoir été son adversaire lors de grèves dans l'Est, et sa Fédération nationale des Jaunes de France. Il publie en 1906 Réalités et utopies : Les idées jaunes.
Maire de Fesches-le-Châtel dès 1884, membre du conseil général de la Fédération républicaine à partir de 1903, Gaston Japy essuie plusieurs échecs aux élections législatives avant d'être élu sénateur du Doubs, le 9 janvier 1921, par 462 voix sur 897. Il est réélu le 20 octobre 1929 par 528 voix sur 913. Il siège dans le groupe de l'Union républicaine.
Il effectue plusieurs interpellations, notamment : sur la situation économique générale ; les garanties à exiger de l'Allemagne en matière de réparations ; la politique extérieure et intérieure. Rapporteur assidu des commissions auxquelles il appartient, critique attentif et souvent passionné, sinon toujours suivi par le Sénat, de la politique des gouvernements successifs, il effectue en séance publique de très nombreuses interventions. Aucun problème économique ou financier ne le laisse indifférent. Il apporte à la tribune sa compétence reconnue de polytechnicien et de grand patron. Mais aussi, en matière sociale surtout, il apparaît comme le leader des idées les plus conservatrices, pour ne pas dire rétrogrades, qu'en dehors de la tribune il développe dans ses articles à l’Éclair comtois, à l’L'Écho de Paris, à la Dépêche de Besançon ainsi que dans plusieurs autres brochures publiées au cours de sa carrière. Particulièrement représentative en ce sens est son intervention dans laquelle il s'élève avec violence contre la loi de huit heures qui, selon lui, ne fait qu'inciter les ouvriers à la paresse et à la débauche et conduire l'économie française à la ruine.
Gaston Japy décède à Beaucourt le 3 septembre 1936, à l'âge de 81 ans.

## Publications
- Gaston Japy, Réalités et utopies : Les idées jaunes, Plon-Nourrit et Cie, 1906, ASIN : B001C79L3M, ( Lire en ligne )
- Gaston Japy, Fédération nationale des Jaunes de France, Intellectuels exploiteurs, Éditeur : Fédération des jaunes de France, 1905, 16 pages.

## Sources
- « Gaston Japy », dans le Dictionnaire des parlementaires français (1889-1940), sous la direction de Jean Jolly, PUF, 1960 [détail de l’édition]
- Fiche de Gaston Japy sur le site officiel du Sénat